# 王清波
王清波，中華民國（台灣）教育界人士、政治人物，曾任高雄市政府教育局局長、屏東縣政府教育局局長、臺灣省立臺東師範專科學校校長、國立國父紀念館館長、國立科學工藝博物館館長，曾代表中國國民黨在高雄市選區當選為第一屆第三次增額立法委員。